# Nick Hemmers
Nick Hemmers (Breda, 14 september 1988) is een Nederlands kickbokstrainer en eigenaar van Hemmers Gym te Breda. Hij is tevens manager van het Hemmers Pro Team.

## Biografie
Hemmers is de zoon van kickbokstrainer Cor Hemmers en jongste halfbroer van meervoudig wereldkampioen Muay Thai en kickboksen Ramon Dekkers. In 2012 nam Nick Hemmers de sportschool over van zijn vader. Deze sportschool vindt zijn oorsprong in de gym’s Hemmers-Maeng-Ho, Golden Glory en Team Dekkers.
Naast trainer is Hemmers voorzitter bij de stichting Kids in Beweging in Breda-West.

## Hemmers Pro Team
Als coach en manager ontwikkelt Hemmers kickboksers tot professionele atleten en koppelt hen aan verschillende internationale vechtsportfederaties. Binnen het Hemmers Pro Team zijn er diverse titels behaald, waaronder 13 wereldtitels. Tot zijn bekendste vechters behoren: Errol Zimmerman, Marat Grigorian, Filip Verlinden, Harut Grigorian, Jamal Ben Saddik, Jonathan Diniz, Robin van Roosmalen en Arkadiusz Wrzosek. 
Onder leiding van Hemmers behaalde Marat Grigorian meerdere wereldtitels bij drie verschillende federaties: K1, Kunlun Fight en Glory.. 